# ظاهرة فيزيائية

ظاهرة التشابك الكمي

الظاهرة الفيزيائية عبارة عن ظاهرة قابلة للوصف عن طريق الفيزياء وقوانينها بما في ذلك أشكال المادة والطاقة والزمكان. الظواهر الفيزيائية تعتبر عادة، على الأقل نظريا، موضوع الرصد الفيزيائي. نيلز بور، أحد الآباء المؤسسين لميكانيكا الكم يقول: "لا ظاهرة تصبح ظاهرة حقة ما لم تكن ظاهرة ملحوظة، يمكن رصدها."
تترافق الظاهرة عادة مع نوع من أنواع التغير، لكن ليس من الضروري أن يكون تغيرا مرئيا بشكل مباشر. أحد أهداف الفيزياء هي تجميع الظواهر في أصناف ضمن أنماط وأسباب متعددة. مثلا إسحاق نيوتن رصد ظاهرة سقوط التفاحة مع ذلك فسرها بنفس سبب دوران القمر حول الأرض دون سقوطه ألا وهو الثقالة (الجاذبية) رغم تباين النتائج. بنفس التفسير تقريبا استطاع يوهان كبلر أن يبرهن أن المريخ والكواكب الأخرى يجب أن تدور حول الشمس في مدارات إهليليجية. مثال آخر على الظواهر الفيزياء التي تحدث في المناطق القطبية ظاهرة غبار الألماس.